# Lidl

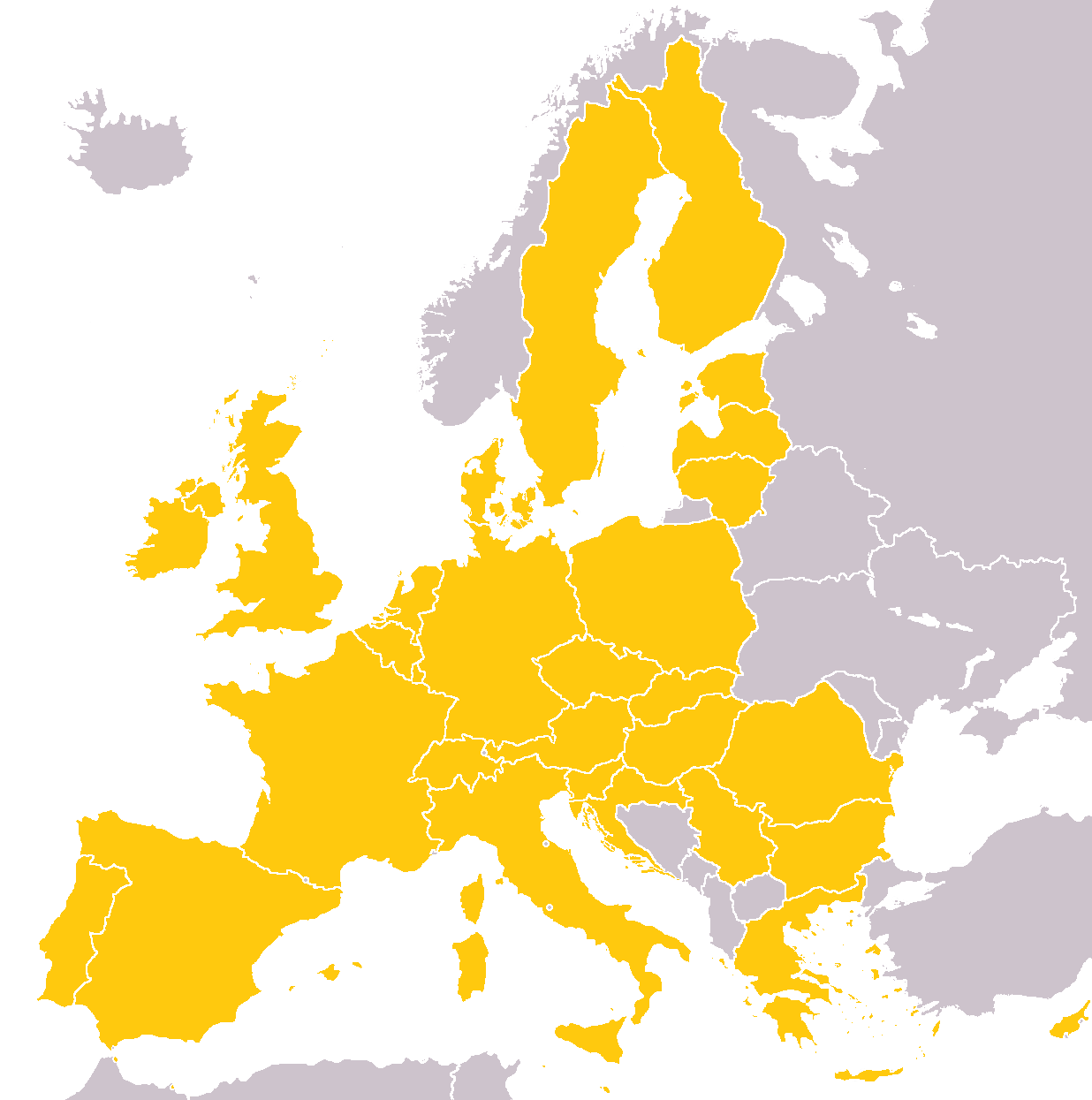
Lidl w Europie

Lidl Stiftung & Co. KG – niemiecka sieć sklepów dyskont, należąca do Schwarz-Gruppe (również właściciel sklepów Kaufland).

## Historia
Początki działalności sieci Lidl sięgają lat 30. XX wieku, kiedy to Josef Schwarz oraz Ludwig Lidl uruchomili firmę o nazwie Lidl & Schwarz Lebensmittel-Sortiments-Großhandel.
Po upływie 15 lat od rozpoczęcia działalności 450 sklepów Lidl funkcjonowało w Niemczech jako lokalni dystrybutorzy. Pod koniec lat 80. Lidl rozpoczął działalność zagraniczną. W latach 2017 oraz 2018 Lidl pojawił w USA oraz Serbii. W 2022 r. dysponował ponad 11,5 tys. sklepów w 31 krajach.
W 1973 roku w Ludwigshafen am Rhein został otwarty pierwszy sklep o nazwie „Lidl”. Piętnaście lat później, w roku 1988 Lidl w Niemczech miał już 460 filii i zatrudniał 5700 pracowników. W następnym roku powstał pierwszy sklep poza granicami Niemiec: we Francji. W roku 1990 otwarto sklep Lidla w Chemnitz, był to pierwszy sklep w nowych landach po zjednoczeniu Niemiec. W roku 1992 Lidl zintegrował się z siecią Nanz. W roku 1997 powstała strona internetowa Lidla. W roku 1999 Lidl jako pierwszy dyskont zainstalował skanery kasowe. W roku 2002 wszystkie sklepy zostały wyposażone w automaty do skupu butelek z kaucją (Pfandautomat). W roku 2003 w całej Europie pracowało w sieci Lidl 80 tysięcy pracowników. W roku 2008 do obrotu wprowadzono pieczywo wypiekane na miejscu: chleb, bułki i croissanty. W roku 2009 Lidl po raz pierwszy otrzymał tytuł Händler des Jahres. Tytuł ten otrzymywał też kolejno w latach 2010–2013.
W roku 2013 w Niemczech zatrudnionych było 65 tysięcy osób, a w całej Europie 180 tysięcy. W 2024 r. zatrudnienie globalne wyniosło 376 tys. osób.

## Działalność
Sklepy Lidl funkcjonują w 31 krajach: Austria, Belgia, Bułgaria, Chorwacja, Cypr, Czechy, Dania, Estonia, Finlandia, Francja, Grecja, Hiszpania, Holandia, Irlandia, Litwa, Luksemburg, Łotwa, Malta, Niemcy, Polska, Portugalia, Rumunia, Serbia, Słowacja, Słowenia, Szwajcaria, Szwecja, USA, Węgry, Wielka Brytania, Włochy (stan na grudzień 2023 r.).
W 2024 r. Lidl posiadał ponad 12 000 sklepów.

### W Polsce

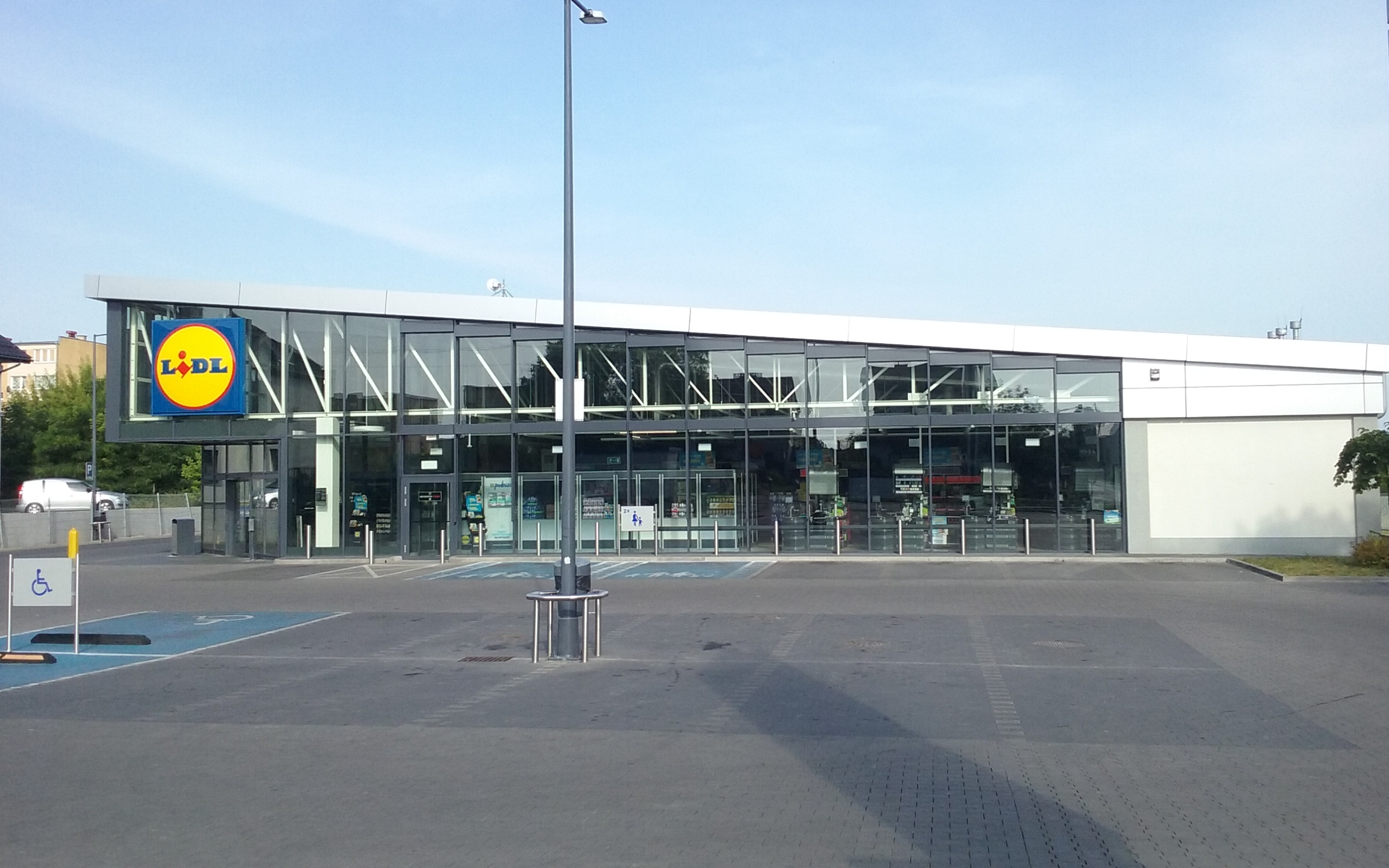
Lidl w nowej formule architektonicznej

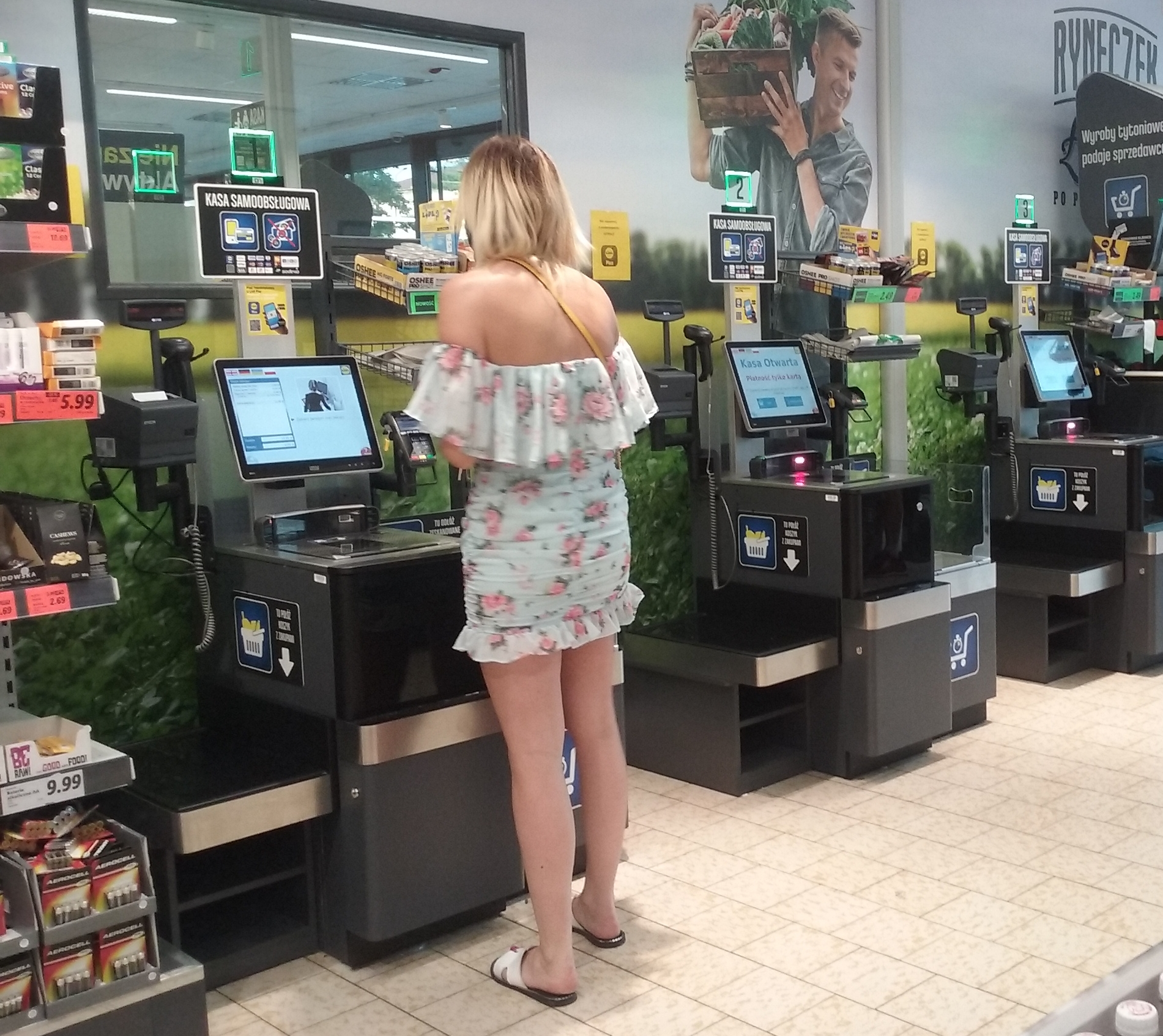
Kasy samoobsługowe instalowane w dyskontach Lidl od 2019 roku

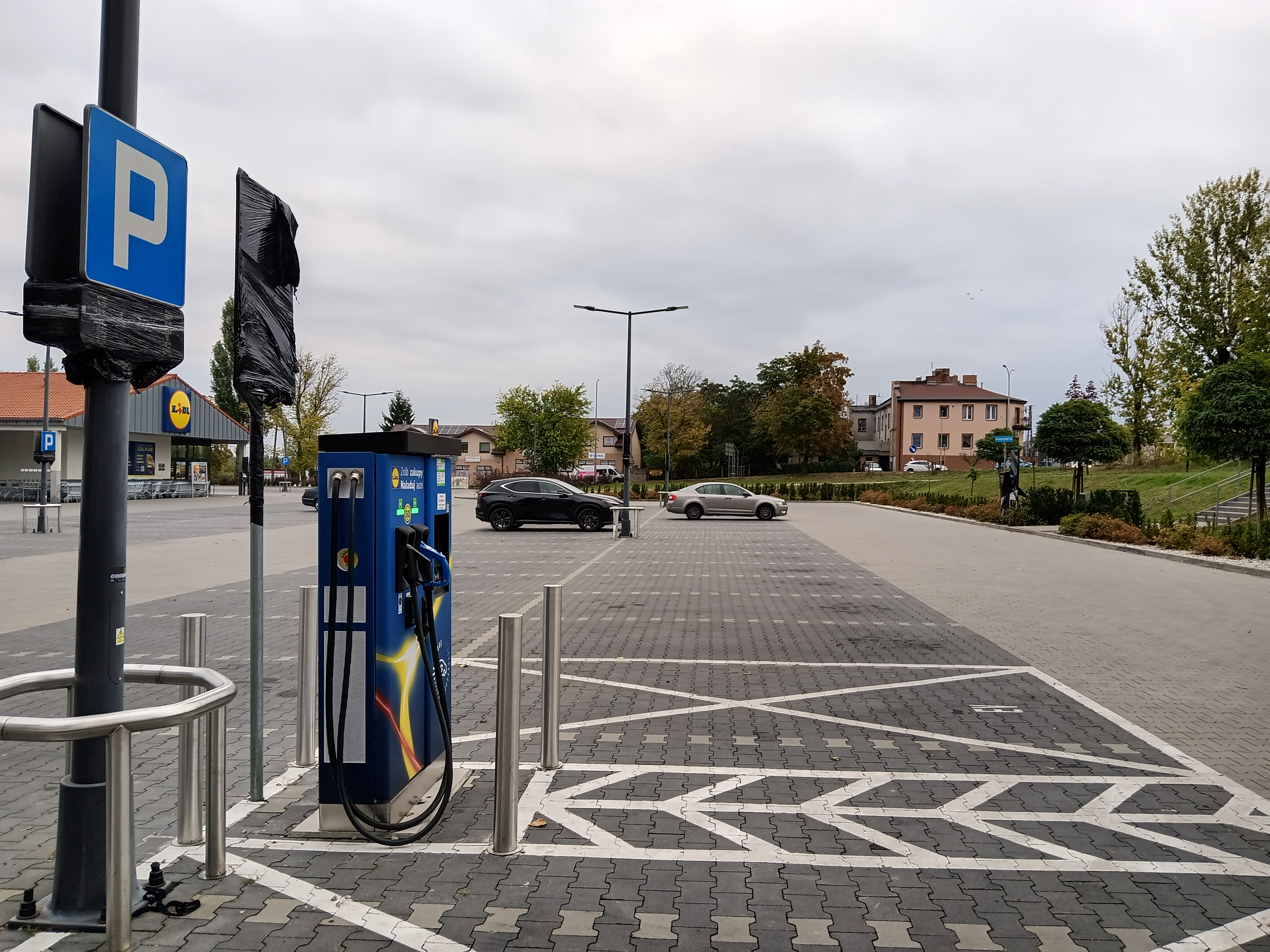
Stacja ładowania samochodów elektrycznych sieci Lidl w Polsce

W Polsce Lidl funkcjonuje jako Lidl sp. z o.o. sp. k. Siedziba spółki znajduje się w Jankowicach, w gminie Tarnowo Podgórne, pod Poznaniem. Spółka powstała w wyniku przekształcenia spółki pod firmą Lidl Sklepy Spożywcze Sp. z o.o. w spółkę komandytową, przeprowadzonego na podstawie art. 551 § 1 kodeksu spółek handlowych.
W Polsce funkcjonuje trzynaście centrów dystrybucyjnych Lidl, które mieszczą się w Jankowicach pod Poznaniem, Turzynie k. Wyszkowa, Gliwicach, Strykowie, Rusocinie k. Pruszcza Gdańskiego, Legnickim Polu w Legnickiej Specjalnej Strefie Ekonomicznej, Brzozówce, Bydgoszczy, Będzinie, Kałuszynie, Stargardzie, Dobroszycach k. Oleśnicy oraz Piorunowie k. Błonia.
Lidl w Polsce istnieje od kwietnia 2002 roku. Pierwszy sklep tej sieci został otwarty w Poznaniu.
3 października 2013 polska sieć sklepów Lidl otworzyła swój 500. obiekt, a 20 października 2016 w Poznaniu 600. placówkę. Na dzień 31 grudnia 2023 Lidl posiadał ponad 850 sklepów. W Polsce zatrudnionych jest około 27 tys. pracowników (stan na grudzień 2023 roku).
Lidl współpracuje z polskimi producentami, między innymi: Tarczyński S.A., Animex, Superdrob, Mlekovita, Sokpol. Sprzedaż polskich artykułów spożywczych generuje ponad 70% obrotów przedsiębiorstwa w Polsce. Polskie produkty, za pośrednictwem Lidla, eksportowane są do ponad 20 państw Europy, głównie Środkowo-Wschodniej, ale także Europy Zachodniej i Północnej.
Za lata obrotowe 2013–2014 Lidl zapłacił w Polsce łącznie ponad 1,8 mld złotych podatków, w tym ponad 105 milionów złotych podatku dochodowego CIT w 2013 roku i ponad 125 mln złotych podatku dochodowego CIT w 2014 roku. Łącznie za rok obrotowy 2014 Lidl odprowadził ponad 1 mld zł podatków – są to podatki CIT, VAT, PIT oraz inne. W latach 2010–2012 Lidl Polska zapłacił prawie 200 mln zł podatku dochodowego CIT. W październiku 2021 roku Minister Finansów wręczył Lidl Polska wyróżnienie za uiszczenie podatku CIT w wysokości 265,6 mln zł.
W swojej kategorii sklepów, według badań ASM Sales Force Agency sklepy tej sieci zostały drugim najdroższym sklepem w Polsce (czwarty kwartał 2019). Natomiast według badań koszyka zakupowego przeprowadzonego przez ASM Sales Force Agency w lutym 2021, sklepy Lidl Polska są najtańsze w Polsce (I kwartał 2021).
Lidl Polska prężnie działa w social mediach, prowadząc swoje oficjalne profile m.in. na Facebooku czy YouTube. Od sierpnia 2023 firma posiada również oficjalny kanał na Spotify, a od sierpnia 2024 Lidl posiada także konto na TikToku.

## Korzystanie z pomocy publicznej w Europie Wschodniej
Na początku lipca 2015 roku dziennik „The Guardian” ujawnił, że niemiecka Grupa Schwarz (należą do niej Lidl i Kaufland) uzyskała preferencyjne kredyty na kwotę ok. 900 mln dolarów na rozwój sieci sklepów w Polsce oraz innych krajach Europy Środkowej i Wschodniej. Pieniądze pożyczyły Bank Światowy i EBOiR, których głównym celem jest wyrównywanie nierówności w bogactwie różnych państw. Według „Solidarności” i wielu polskich organizacji zrzeszających drobny polski handel, była to forma nielegalnej w UE pomocy publicznej.